# Max Baumbach

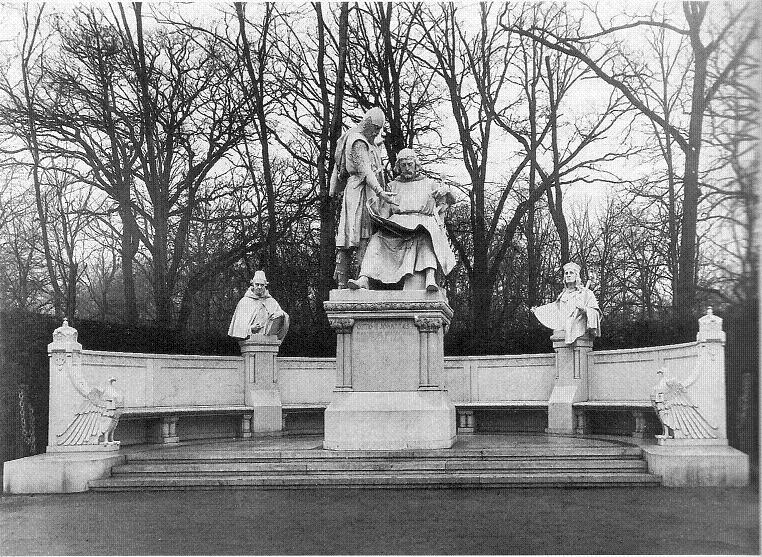
Statygruppen i Siegesallee av Johan I och Otto III.

Max Baumbach, född 28 november 1859 i Wurzen, Kungariket Sachsen, död 4 oktober 1915 i Berlin, var en tysk skulptör.
Max Baumbach var verksam i Berlin, där han var elev till Reinhold Begas och Fritz Schaper. Han utförde figurgrupper och porträtt samt monument, såsom dubbelstatyn av markgrevarna Johan I och Otto III i dåvarande Siegesallee i Berlin, samt kung Alberts ryttarstaty i Dresden.